# Rafael Alba
Rafael Yunier Alba Castillo (Santiago de Cuba, 12 augustus 1993) is een Cubaanse taekwondo-atleet. Hij nam deel aan de Olympische Zomerspelen 2016 in Rio de Janeiro, in de mannen +80 kg, waarbij Alba strandde in de kwartfinale. Op de Olympische Zomerspelen 2020 won hij de bronzen medaille in het evenement +80 kg voor mannen en drie jaar later herhaalde Alba dit tijdens de Olympische Zomerspelen 2024. Daarnaast is Alba tweevoudig wereldkampioen.

## Levensloop
Rafael Alba won de zilveren medaille in de gewichtsklasse tot 87 kilogram op de Centraal-Amerikaanse en Caribische Spelen 2010 in Mayagüez. Drie jaar later werd hij in Puebla wereldkampioen in de gewichtsklasse tot 87 kilogram. In dezelfde gewichtsklasse won hij ook de gouden medaille op de Midden-Amerikaanse en Caribische Spelen 2014 in Veracruz. Een andere gouden medaille volgde op de Pan-Amerikaanse Spelen 2015 in Toronto in de gewichtsklasse boven de 80 kilogram. In hetzelfde jaar eindigde hij als derde op de Wereldkampioenschappen in Tsjeljabinsk in de gewichtsklasse boven de 87 kilogram. In 2016 maakte Alba zijn olympisch debuut in Rio de Janeiro. In de zwaargewichtcompetitie van meer dan 80 kilogram bereikte hij de kwartfinales, waar hij werd verslagen door de Oezbeekse Dmitriy Shokin en werd uitgeschakeld.
Alba's volgende succes kwam op de Centraal-Amerikaanse en Caribische Spelen van 2018 in Barranquilla, waar hij net als in 2014 de gouden medaille won in de klasse tot 87 kilogram. In 2019 eindigde hij als tweede in de klasse tot 80 kilogram op de Pan-Amerikaanse Spelen in Lima en werd hij in Manchester voor de tweede keer wereldkampioen in de klasse tot 87 kilogram.
Op de Olympische Spelen van 2021 in Tokio verloor Alba in zijn competitie met 8-11 van de Noord-Macedoniër Dejan Georgievski. Omdat hij de finale bereikte, ging Alba naar de herkansingsronde, in de eerste ronde waarvan hij de Ivoriaan Seydou Gbané met 8-2 versloeg. In de strijd om het brons versloeg hij Sun Hongyi uit China nipt met 5:4 en verzekerde zich zo van de medaillewinst.  Drie jaar later behaalde hij nog een bronzen medaille op de Olympische Spelen in Parijs in de klasse tot 80 kg. 

## Erelijst

### Olympische Spelen
Olympische Zomerspelen 2020 in Tokio +80 kg
 Olympische Zomerspelen 2024 in Parijs +80 kg